# Сандро Вілетта
Сандро Вілетта (італ. Sandro Viletta, 23 січня 1986) — швейцарський гірськолижник, олімпійський чемпіон.
Золоту олімпійську медаль та звання олімпійського чемпіона Вілетта виборов на Олімпіаді 2014 в Сочі в змаганнях із гірськолижної суперкомбінації. 
До олімпійського успіху в активі Вілетти була одна перемога на етапах кубка світу, здобута в супергігантському слаломі 3 грудня 2011 року в Бівер-Крик. 

## Зовнішні посилання
Досьє на сайті FIS